# Уэстлейк, Уолли
Уолдон Томас Уэстлейк (англ. Waldon Thomas Westlake, 8 ноября 1920, Гридли, Калифорния — 5 сентября 2019, Сакраменто, там же) — американский бейсболист, аутфилдер. Выступал в Главной лиге бейсбола с 1947 по 1956 год. Участник Матча всех звёзд лиги 1951 года.

## Биография

### Ранние годы и начало карьеры
Уолдон Уэстлейк родился 8 ноября 1920 года в семье выходцев из Англии и Ирландии, осевших в Калифорнии в 1880-х годах. Когда ему исполнилось шесть лет, они переехали в Сакраменто. Там Уолли окончил школу и начал играть в бейсбол в одной из лиг организации Американский легион. Его выступления привлекли внимание скаутов и в 1940 году Уэстлейк попал на просмотр в клуб «Бруклин Доджерс». Успешно пройдя его, он подписал профессиональный контракт.
Карьеру Уолли начал в составе команды «Эльмира Пионирс», но на поле появился лишь один раз, проиграв борьбу за место в составе. Разочарованный Уэстлейк намеревался закончить с бейсболом, но всё же доиграл сезон в С-лиге в «Дейтон Уингз». В 1941 году он выступал за «Мерсед Беарс» в Калифорнийской лиге, где улучшил свои статистические показатели. Проявив себя как хороший бьющий, на следующий сезон Уолли был переведён в «Окленд Оукс». Там он сыграл в 169 матчах, отбивая в них с показателем 26,8 %. Затем в его карьере произошёл перерыв — с 1943 по 1945 год Уэстлейк находился на военной службе, хотя в это время не покидал пределы Калифорнии.
В 1946 году Уэстлейк вернулся в Лигу Тихоокеанского побережья, которая к тому времени получила статус ААА-лиги. В «Окленде» он играл под руководством Кейси Стенгела. Команда заняла второе место в регулярном чемпионате, а затем уступила в финальной серии «Сан-Франциско Силс» со счётом 2:4. В сентябре контракт Уолли был выкуплен клубом «Питтсбург Пайрэтс».

### Главная лига бейсбола
Уэстлейк дебютировал в Главной лиге бейсбола в 1947 году. Дебютный сезон он завершил с показателем отбивания 27,3%, 17 хоум-ранами и 69 RBI. Желание обменять Уолли высказывал генеральный менеджер «Доджерс» Бранч Рики, но «Питтсбург» отказался от сделки. На следующий год «Пайрэтс» усилили состав с помощью несколько обменов. Команда поднялась с шестого места на четвёртое. Уэстлейк улучшил свои показатели и выбил первый в карьере сайкл. Это достижение он повторил в следующем сезоне. В 1949 году Уолли сыграл в 104 матчах, отбивая с показателем 28,2 %. Через год он составил 28,5 %. Несмотря на хорошую игру Уэстлейка и ряда других игроков, «Питтсбург» испытывал серьёзные проблемы и не участвовал в борьбе за победу в лиге.
Летом 1951 года клуб обменял его в «Сент-Луис Кардиналс». Эта сделка подверглась критике со стороны местной прессы. Уолли был недоволен переходом, но завершил год с показателем отбивания 26,6 %, 22 хоум-ранами и 84 RBI. Весной следующего года он провёл сборы с «Кардиналс», но игроком основного состава не стал. За «Сент-Луис» Уэстлейк сыграл всего 21 матч и был обменян в «Цинциннати Редс», где провёл 89 игр. Ближе к концу сезона он перешёл в «Кливленд Индианс».
В 1953 году Уолли стал запасным аутфилдером «Индианс», сыграв в 82 матчах с показателем отбивания 33,0 %. Команда стала второй в Американской лиге, уступив только Нью-Йорк Янкис. В следующем сезоне он получил больше времени на поле из-за серии травм среди игроков «Кливленда». Кроме игры Уэстлейка на бите, высоко ценились его лидерские качества. Чемпионат 1954 года «Индианс» провели отлично, одержав 111 побед и выиграв Американскую лигу. В Мировой серии команда уступила «Нью-Йорк Джайентс».
В июне 1955 года Уолли обменяли в «Балтимор Ориолс», но там он сыграл всего 24 матча и был отчислен. Только в ноябре он нашёл новую команду, подписав контракт с «Филадельфией». В чемпионате 1956 года Уэстлейк сыграл в пяти матчах, большую его часть проведя в фарм-клубе ААА-лиги «Сакраменто Солонс». В феврале 1957 года он объявил о завершении карьеры.

### После бейсбола
После окончания карьеры Уолли остался в Сакраменто, где жил с супругой Рози и пятью детьми. Некоторое время он работал в отделе продаж компании Tidewater Oil, а затем перешёл в строительную фирму. Свободное время он проводил на охоте и рыбалке на границе Калифорнии и Орегона.
Уолли Уэстлейк скончался 5 сентября 2019 года в возрасте 98 лет.